# 北海道国際流通機構
一般社団法人 北海道国際流通機構 （ほっかいどうこくさいりゅうつうきこう、Hokkaido International Distribution Organization、略称：HIDO）は、北海道札幌市に本部を置き、北海道産品を海外に輸出するためのサポートを行う法人。元北海道開発局 HOP推進協議会 北海道国際輸送プラットホーム(Hokkaido export Platform、略称：HOP)。
2017年3月31日、「HOPの5カ年事業」が終了。
2017年4月3日、HOP推進協議会に参加していた民間企業が中心となり、海外とのマッチング機能を強化した一般社団法人北海道国際流通機構新設。自治体及び道内企業とも連携して更なる輸出拡大を図る。

## 概要
- 目的：北海道産品の輸出拡大を図る
- 設立：2017年4月3日
- 組織役員
  - 代表理事：鳥取　義之
  - 理事：
    - 長谷川　朋弘(株式会社弘和通商)
    - 新山　将督(株式会社イークラフトマン)

  - 社員
    - 伊貝　正志(釧路綜合印刷株式会社)
    - 山本　英明(Prime Stream Asia Pte Ltd)
    - 前鼻　真光(有限会社マック・プランニング)
    - 大川畑広喜(喜德洋水産有限公司)
    - 法人：旭川第一物産株式会社
    - 法人：株式会社インワールド
    - 法人：株式会社北国からの贈り物
    - 法人：株式会社北海道新聞社

- 所在地：北海道札幌市中央区南2条東1丁目1-12 フラーテ札幌 4階

## 組織
- 代表理事
- 理事
- 社員（個人6名、法人4社）
- 事務局
- 企業会員
- 自治体会員
- 賛助会員

## 事業
1. 北海道産品の輸出促進
2. 海外からの観光客誘致
3. 商流と物流に関するサービス提供
4. 社員の持つ輸出ノウハウと各道内自治体の豊富な企業情報をコーディネートし、輸出戦略の立案と実現